# Neil Taylor
Neil Taylor (Ruthin, 7 de fevereiro de 1989) é um ex-futebolista galês que atuava como lateral-esquerdo. 

## Carreira
Em 2012, fez parte do elenco da Seleção Britânica de Futebol da Olimpíadas de 2012. Neil Taylor fez parte do elenco da Seleção Galesa de Futebol da Eurocopa de 2016.